# Kubb (spel)

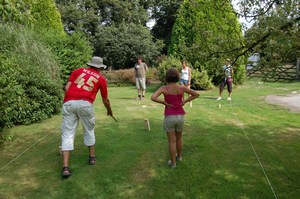
Kubbspel i Cornwall.

Kubb (uttalat [kɵb] på svenska eller [kub] på gutniska) är ett sällskapsspel som spelas utomhus, och går till så att kubbar (spelpjäser) ställs på två rader på vardera kant av en rektangel, i mitten ställs en något större kubb som är kungen. Sedan gäller det för de två lagen att turas om att med pinnar kasta ner det andra lagets kubbar, för att till slut vinna genom att fälla kungen.

## Historia
Kubb är ett slags kägelspel, även om det rent tekniskt spelas med träblock i stället för käglor. Kägelspel där käglor står uppställda i två separata linjer med en kung emellan finns belagda åtminstone sedan 1800-talet. I Balcks idrottsbok från 1886 beskrivs ett sådant spel under namnet kägelkrig: "Det är utan tvivel ett av de äldsta kägelspelen. [...] Vid krigsskolan har spelet övats under årtionden och hålles där ännu i anseende."  Ett spel med samma namn men där kungen inte är med i utgångsställningen av käglorna finns beskrivet i Ungdomens bok från 1878. I Norge kallas spelet för kilkasting och är känt sedan mitten av 1800-talet som sällskapsspel för barn och familjer och som tävlingsspel för ungdomar.
Namnet kubb verkar vara av senare datum. Det första kända skriftliga omnämnandet återfinns i en artikel från början av 1960-talet som beskriver fritidsaktiviteter för ungdomar i Stockholmstrakten: "Det gungas inte heller så mycket i de här åldrarna. I stället ägnar sig barnen mest åt större spel som fordrar teknik: badminton, krocket, couronne och laglekar, bl a brännboll och kubb."  Under 1990-talet började kubb att bli mer populärt.
Det hävdas ibland att kubb skulle vara ett gotländskt spel med anor från vikingatiden, något som inte har gått att styrka.

## Spelupplägg

Kubb är ett utomhusspel som spelas mellan två spelare eller två lag. Spelplanen är rektangulär, storleken kan variera men 5x8 meter är ett standardmått. Underlaget skall vara plant – en trädgårdsgräsmatta duger.

### Pjäser
- Kungen – omkring 30 cm hög och tjockare än de andra kubbarna, 9x9 cm tjock
- 10 kubbar – omkring 7x7 cm i tjocklek, 15 cm höga
- 6 kastpinnar – runda omkring 30 cm långa och 4 cm tjocka
- 4 hörnpinnar och 2 mittpinnar

## Spelregler för kubb

### Officiella spelregler

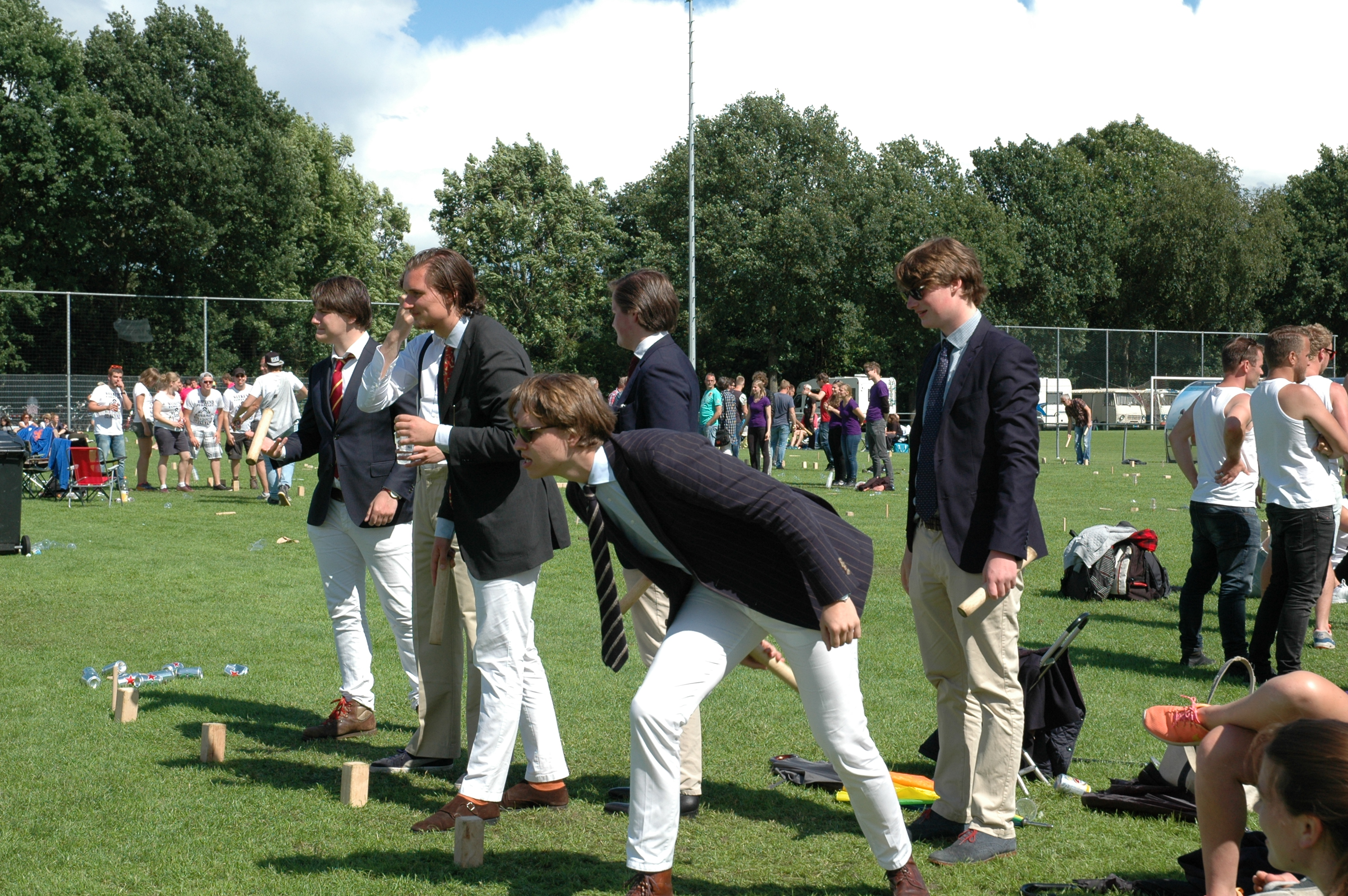
Holländska laget Jan-Diederick en de Ravenvangers Holländska Mästerskapet 2016

Följande är de regler som används vid VM i kubb.
- Kastpinnarna får endast kastas med underhandskast och med pinnen i kroppens längdriktning. Att få pinnen att rotera horisontellt i luften kallas helikopterkast och är förbjudet.

- Kubbarna får bara kastas med underhandskast, men får rotera om kastaren så önskar.

- Kubbar kastas alltid från baslinjen (planens kortända).

- Lagen turas om att kasta sina kastpinnar mot de kubbar som står på motståndarnas planhalva. När alla kastpinnar är kastade är det det andra lagets tur. Kubbar som fällts kastas nu över till motsatt planhalva. De ställs sedan upp. Har inte kubben stannat inom motsatt planhalva på två försök får motståndarlaget ställa upp kubben på valfri plats på planhalvan. Dock inte närmare än en längden av en kastpinne från kungen eller hörnpinnarna. De kubbar som kastats över korrekt reses upp av det försvarande laget så att de står upp.

- Det lag som kastat över kubbar får nu börja kasta sina kastpinnar. De tidigare träffade kubbarna kallas fältkubbar och de måste fällas innan kubbarna på baslinjen (baskubbar) attackeras. När alla kastpinnar är kastade växlar turordningen igen.

- Skulle en fältkubb förbli stående genom en kastomgång, får det lag som har fältkubbar stående på sin planhalva stå vid denna kubb istället för baslinjen och kasta – man står då bakom en tänkt linje genom kubben, parallell med baslinjen.

- När ett lag fällt/fått bort alla kubbar på motståndarnas planhalva får de kasta mot kungen. Kast mot kungen sker alltid från baslinjen.

Observera att det är förbjudet att fälla kungen innan motståndarlagets alla kubbar är fällda. Skulle man råka fälla kungen i förtid är spelet förlorat.

### Varianter
För att spelet skall gå snabbare kan man bestämma att en fälld fältkubb tas ur spelet och läggs åt sidan istället för att på nytt kastas och resas. Detta kortar speltiden avsevärt. Man kan även bestämma att om man vid utkast av fältkubb träffar en annan fältkubb så ställs de på varandra. Denna regelvariant förkortar speltiden och ger en ny dimension åt utkasten.
Pentakubb spelas av fem spelare eller lag. Man formar en femkant med kungen i mitten. Varje spelare (eller lag) placerar ut två kubbar på sin baslinje och kastar tre pinnar mot två de spelare/lag som befinner sig på motsatt sida, d.v.s. inte på de närmast till höger eller vänster. De kubbar som fälls kastas över av motståndaren i kastarens del av planen, d.v.s. den triangel som bildas från hörnen av spelarens baslinje till kungen. Denna inkastade kubb reses och måste sedan fällas av motståndarna innan de får kasta på de kubbar som står på baslinjen. Däremot får man inte gå fram och ställa sig vid den inkastade kubben när det är ens egen tur att kasta (om den alls finns kvar). När man rensat de två framförvarande baslinjerna, fäller man kungen. Samma regler gäller då som vid vanlig kubb.

## Mästerskap
Sedan 1995 arrangeras VM i kubb på Gotland av Gymnastik- och Idrottsklubben i Rone.
| Årtal | Lag                                              |
| ----- | ------------------------------------------------ |
| 1995  | Fole/Hejnum                                      |
| 1996  | Team Ekeby                                       |
| 1997  | Team Ekeby                                       |
| 1998  | Fole/Hejnum                                      |
| 1999  | Fole/Hejnum                                      |
| 2000  | United States                                    |
| 2001  | Team Ekeby                                       |
| 2002  | Team Ekeby                                       |
| 2003  | Team Ekeby                                       |
| 2004  | Sportskubb Sportsklubb                           |
| 2005  | Team Ekeby                                       |
| 2006  | Elefantbajs 2000                                 |
| 2007  | Team Ekeby                                       |
| 2008  | Team Ekeby                                       |
| 2009  | Team Ekeby                                       |
| 2010  | Gloria Victis                                    |
| 2011  | Team Ekeby                                       |
| 2012  | Team Ekeby                                       |
| 2013  | Kubb'Ings                                        |
| 2014  | Kubb'Ings meets Biersekte, Gipfelstürmer & RZKKC |
| 2015  | Gipfelstürmer&Freunde                            |
| 2016  | Kubb'Ings&Fortschritt 99                         |
| 2017  | Blue/Orange                                      |
| 2018  | KP Wilddogs                                      |
| 2019  | Belgian Bastards                                 |
| 2020  | Inställt på grund av Covid-19                    |
| 2021  | Inställt på grund av Covid-19                    |
| 2022  | (World) FSU                                      |
| 2023  | Stranded Goose                                   |

- Team Ekeby valde att år 2000 gå under namnet United States istället. Detta år vann man även tävlingen.

## Medaljtabell Nation
| Rank | Nation   | Guld | Silver | Brons | Totalt |
| ---- | -------- | ---- | ------ | ----- | ------ |
| 1    | Sverige  | 19   | 18     | 17    | 54     |
| 2    | Tyskland | 3    | 1      | 2     | 6      |
| 3    | Schweiz  | 1    | 4      | 1     | 6      |
| 4    | Belgien  | 1    | 0      | 2     | 3      |
| 5    | Norge    | 1    | 1      | 0     | 2      |
| 6    | World *  | 1    | 0      | 1     | 2      |
| 7    | USA      | 0    | 1      | 0     | 1      |
| 8    | Tjeckien | 0    | 0      | 1     | 1      |

- *Lag som haft deltagare ifrån flera olika nationer
- Ingen bronsmatch spelades första mästerskapet

## Medaljtabell Lag
| Rank | Lag/Nation                                      | Guld | Silver | Brons | Totalt |
| ---- | ----------------------------------------------- | ---- | ------ | ----- | ------ |
| 1    | Team Ekeby                                      | 11   | 1      | 0     | 12     |
| 2    | Gloria Victis                                   | 1    | 1      | 3     | 5      |
| 3    | Fole/Hejnum                                     | 3    | 0      | 1     | 4      |
| 4    | Elefantbajs 2000                                | 1    | 2      | 1     | 4      |
| 5    | StrandedGoose                                   | 1    | 0      | 2     | 3      |
| 6    | Kubbikarna                                      | 0    | 1      | 2     | 3      |
| 7    | Fortschritt 99                                  | 0    | 1      | 2     | 3      |
| 8    | Sportskubb Sportsklubb                          | 1    | 1      | 0     | 2      |
| 9    | KP Wilddogs                                     | 1    | 1      | 0     | 2      |
| 10   | Gipfelstürmer&Freunde                           | 1    | 0      | 1     | 2      |
| 11   | Berras Sorkar                                   | 0    | 2      | 0     | 2      |
| 12   | Boffens Drängar                                 | 0    | 2      | 0     | 2      |
| 13   | Horstbröd                                       | 0    | 2      | 0     | 2      |
| 14   | Vambi                                           | 0    | 2      | 0     | 2      |
| 15   | Menage a Trois                                  | 0    | 1      | 1     | 2      |
| 16   | SMP United                                      | 0    | 1      | 1     | 2      |
| 17   | Centralföreningen                               | 0    | 1      | 1     | 2      |
| 18   | Blue/Orange                                     | 1    | 1      | 0     | 2      |
| 19   | United States                                   | 1    | 0      | 0     | 1      |
| 20   | Kubb'Ings                                       | 1    | 0      | 0     | 1      |
| 21   | Kubb Íngs meets Biersekte, Gipfelstümer & RZKKC | 1    | 0      | 0     | 1      |
| 22   | Kubb´Ings & Fortschritt 99                      | 1    | 0      | 0     | 1      |
| 23   | Belgian Bastards                                | 1    | 0      | 0     | 1      |
| 24   | Signalgatan                                     | 0    | 1      | 0     | 1      |
| 25   | Claire Mini 2014                                | 0    | 1      | 0     | 1      |
| 26   | Mbinu Mashujaa                                  | 0    | 1      | 0     | 1      |
| 27   | Onda papperets lag                              | 0    | 1      | 0     | 1      |
| 28   | Sudret Loosers                                  | 0    | 1      | 0     | 1      |
| 29   | Slappers Rone City                              | 0    | 1      | 0     | 1      |
| 30   | Korpen Nybro                                    | 0    | 0      | 1     | 1      |
| 31   | Kubb Monsieur                                   | 0    | 0      | 1     | 1      |
| 32   | T is Gebeurd                                    | 0    | 0      | 1     | 1      |
| 33   | Kubb Klub Vrsovka & Friends                     | 0    | 0      | 1     | 1      |
| 34   | Jonssons Trutar                                 | 0    | 0      | 1     | 1      |
| 35   | Granskogarna                                    | 0    | 0      | 1     | 1      |
| 36   | Visby AIK 1                                     | 0    | 0      | 1     | 1      |
| 37   | Team Roma                                       | 0    | 0      | 1     | 1      |
| 38   | By-Pers-Iris                                    | 0    | 0      | 1     | 1      |
| 39   | Guteresor                                       | 0    | 0      | 1     | 1      |
| 40   | FSU                                             | 1    | 0      | 0     | 1      |

- Team Ekeby som är laget med flest medaljer har även tre medaljer då laget valt att gå under andra namn. United States, Onda papperets lag och Mbinu Mashujaa.